# Маркелов, Валентин Иванович
Валенти́н Ива́нович Марке́лов (31 июля 1914 — 11 марта 1983) — советский военный деятель, генерал-майор юстиции, участник Великой Отечественной войны.

## Биография
Валентин Иванович Маркелов родился 31 июля 1914 года в городе Баку. В 1935 году окончил рабфак в родном городе. В 1938 году был призван на службу в Военно-морской флот СССР и направлен на службу в органы военной прокуратуры. К началу Великой Отечественной войны был следователем военной прокуратуры Балтийского флота. В июне 1941 года был назначен помощником военного прокурора береговой обороны Балтийского флота.
В годы Великой Отечественной войны служил помощником военного прокурора Ленинградской военно-морской базы Балтийского флота, затем заместителем военного прокурора Волжской военной флотилии. Участвовал в отражении десантных атак противника на Моонзундские острова, одним из последних покинул остров Даго во время эвакуации. После освобождения Керчи осенью 1943 года был назначен военным прокурором Керченской военно-морской базы. В феврале 1944 года стал старшим помощником военного прокурора Черноморского флота, а год спустя — старшим помощником прокурора Крымского морского оборонительного района. Руководил следственными действиями по делам о воинских и прочих преступлениях. По долгу службы выезжал в Севастополь, Одессу, Очаков, Керчь, на Таманский полуостров.
После окончания войны продолжал службу в Военно-морском флоте СССР, занимал высокие прокурорские должности в различных соединениях. Поддерживал государственное обвинение на Севастопольском процессе
В 1953 году окончил Ленинградский юридический институт. В 1953—1957 годах был военным прокурором Кронштадтского гарнизона, в 1957—1963 годах — военным прокурором Тихоокеанского флота. С мая 1963 года занимал должность военного прокурора 6-й отдельной армии ПВО Ленинградского военного округа. В марте 1966 года был уволен в запас. Умер 11 марта 1983 года, похоронен на кладбище Памяти жертв 9-го января в Санкт-Петербурге.

## Награды
- Орден Отечественной войны 2-й степени (7 апреля 1945 года);
- 2 ордена Красной Звезды (16 декабря 1941 года, 21 августа 1953 года);
- Медали «За боевые заслуги» (24 июня 1948 года), «За оборону Ленинграда», «За оборону Кавказа» и другие медали.